# Lichtensteinia
Lichtensteinia es un género de  perennes herbáceas, y el único miembro de la tribu Lichtensteinieae. Es originario de Sudáfrica.

## Taxonomía
El género fue descrito por Cham. & Schltdl. y publicado en Linnaea 1: 394. 1826. La especie tipo es: Lichtensteinia lacera

## Especies
- Lichtensteinia crassijuga
- Lichtensteinia globosa
- Lichtensteinia interrupta E. Mey - gli de los hotentotes[4]
- Lichtensteinia kolbeana
- Lichtensteinia lacera
- Lichtensteinia latifolia
- Lichtensteinia obscura
- Lichtensteinia trifida